# Parafroneta
Parafroneta es un género de arañas araneomorfas de la familia Linyphiidae. Se encuentra en Nueva Zelanda. 

## Lista de especies
Según The World Spider Catalog 12.0:
- Parafroneta ambigua Blest, 1979
- Parafroneta confusa Blest, 1979
- Parafroneta demota Blest & Vink, 2002
- Parafroneta haurokoae Blest & Vink, 2002
- Parafroneta hirsuta Blest & Vink, 2003
- Parafroneta insula Blest, 1979
- Parafroneta marrineri (Hogg, 1909)
- Parafroneta minuta Blest, 1979
- Parafroneta monticola Blest, 1979
- Parafroneta persimilis Blest, 1979
- Parafroneta pilosa Blest & Vink, 2003
- Parafroneta subalpina Blest & Vink, 2002
- Parafroneta subantarctica Blest, 1979
- Parafroneta westlandica Blest & Vink, 2002